# Hurra Torpedo
Hurra Torpedo — норвежская альтернативная группа.

## Описание
Отличительной особенностью группы является использование в качестве музыкальных инструментов различной кухонной утвари и бытовых приборов, таких как тарелки, сковороды, газовая плита, холодильник. При этом группа исполняет различные мировые хиты, в числе которых были, например, «Toxic» Бритни Спирс и английская версия песни группы «Тату» «Я сошла с ума». К концу ноября 2005 года один из клипов группы был просмотрен более полумиллиона раз на IFilm. Группа участвовала в рекламной кампании Ford Fusion.

## Дискография

### Студийные альбомы
- To håndfaste burgere (1992)
- Stockholm (1995)
- Kollossus of Makedonia

### EP
- Total Eclipse of the Heart

### Каверы
- Pokerface (Lady Gaga)
- Toxic (Britney Spears)
- Where is my mind (Pixies)